# Cuando solo nos queda rezar
«Cuando solo nos queda rezar» es el undécimo y último episodio de la cuarta temporada de la serie de televisión chilena Los 80 y el episodio 41 en general de la serie, siendo la primera vez que se realiza un undécimo capítulo dentro de una temporada. Este episodio, originalmente pensado para ser transmitido el miércoles 21 de diciembre y así no caer durante la celebración de Navidad, fue adelantado y estrenado en Canal 13 el martes 20 de diciembre de 2011.
El capítulo estuvo centrado en el desenlace de la situación de clandestinidad en que se encontraban los personajes de Gabriel y Claudia (interpretados por Mario Horton y Loreto Aravena) desde el final de la tercera temporada. La participación especial del actor Otilio Castro como invitado en esta emisión tuvo un rol fundamental en el desenlace de la temporada.
Este episodio final marcó una audiencia de 34 puntos de sintonía promedio y llegó a alcanzar un máximo de audiencia de 40 puntos, consolidándose como uno de los episodios más vistos de todas las temporadas de la serie y como el programa de transmisión regular más visto en Chile durante el año 2011.

## Producción y grabación
Las filmaciones del capítulo estuvieron principalmente centradas en locaciones ubicadas en Santiago y en lugares de los alrededores de la capital chilena. En un inicio el final de temporada estaba pensando que concluirían sus grabaciones a principios de noviembre de 2011, sin embargo un inesperado paro de actores en el país provocó que estos plazos quedaran momentáneamente en incertidumbre por esta movilización en la cual también se había sumado el elenco de la serie, trayendo como consecuencia la paralización de la producción. El paro finalmente consiguió un acuerdo el día 7 de noviembre de 2011 y se concluyó la movilización al día siguiente. Al terminar la paralización de Chileactores la producción de Los 80 continuó sus grabaciones realizando un promedio de cuatro escenas por día terminando las grabaciones el lunes 21 de noviembre de 2011 y de ahí iniciar el proceso posproducción que tardó aproximadamente una semana finalizando el 28 de noviembre.

## Desarrollo

### Trama

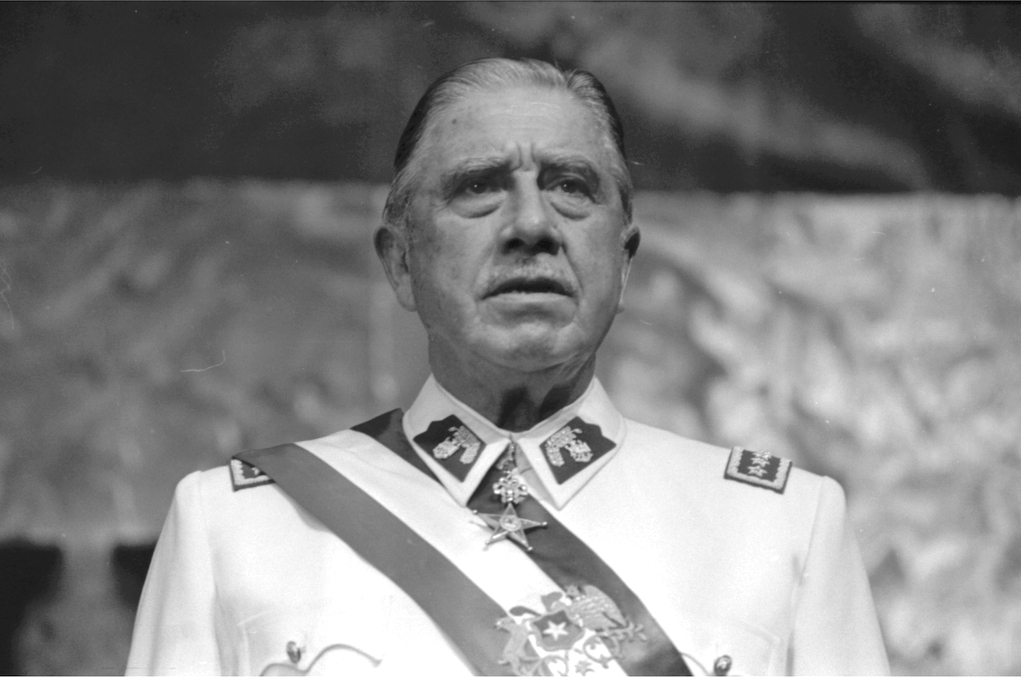
Las consecuencias del atentado contra Augusto Pinochet marcaron el desarrollo y desenlace del capítulo.

El capítulo se sitúa en el 8 de septiembre de 1986, un día después del atentado contra Augusto Pinochet. El inicio se ve marcado por los intentos de Juan Herrera (Daniel Muñoz) por proteger a su hija Claudia a través de la Vicaría de la Solidaridad, pues finalmente decide en conjunto con Ana (Tamara Acosta) poner un recurso de amparo para ayudarla legalmente en caso de una posible encarcelación. Claudia (Loreto Aravena), en tanto, es atrapada por el falso hermano de su padre, Pedro (Otilio Castro), luego de que ella abordara el taxi conducido por el miembro de la CNI mientras trataba de huir de Santiago. Cuando la mayor de los Herrera intenta escapar del auto, Pedro le apunta un arma a la cara y le dice que se baje del auto sin escándalos.
Félix (Lucas Escobar) comienza a darse cuenta de que su hermana mayor podría estar en problemas cuando ve a su madre Ana llorar desconsolada al enterarse de que Juan no logró colocar el recurso de protección. Luego que su familia evadiera las preguntas que realiza al respecto, Félix intenta por todos los medios enterarse de lo que sucede, ante lo cual Exequiel (Daniel Alcaíno) se enoje con él por desobedecer la orden de su madre, mientras ella era consolada por su amiga Nancy (Katty Kowaleczko).
Más tarde, Juan se cruza en el camino de Claudia de un modo terrible. Mientras él busca preocupado a su "hermano", llega a la pensión que figuraba en el contrato de Pedro como domicilio, y justamente es ese el lugar en donde Claudia ha sido dejada amarrada y amordazada por el mismo supuesto hermano de Juan. Ella, desesperada al escuchar la voz de su padre tras la puerta de la casa, intenta pedir ayuda sin poder ser escuchada.
Casi sin quererlo, Martín (Tomás Verdejo) se ve involucrado en otro hecho de violencia. Trabajando como camarógrafo de Teleanálisis, recibe la noticia del asesinato del periodista José Carrasco quién trabajaba con ellos y el cual fue ejecutado por miembros de la Central Nacional de Informaciones (CNI) a modo de venganza por el atentado a Pinochet. En las calles, Martín logra filmar como las fuerzas de seguridad de la dictadura apresan a un grupo de jóvenes que eran trasladados por personal diplomático luego de pedir asilo político en la embajada de los Países Bajos, los cuales habían sido acusados de estar involucrados en el atentado contra Pinochet en el Cajón del Maipo. 
Momentos más tarde, Gabriel (Mario Horton) se está deshaciendo de evidencia de su presencia antes de huir, cuando la vivienda es rodeada por varios agentes de la CNI, entre ellos, Pedro. Es ahí cuando se desata una balacera: Gabriel, con una pistola, se enfrenta a sus oponentes que poseen ametralladoras capaces de traspasar las murallas, quedando malherido. Mientras la policía secreta le exige rendirse, Gabriel toca la pulsera que le regaló Claudia y recuerda que le hizo prometer a ella que, en caso de ser capturada, hablara todo lo que sabe de él para que así no le hagan daño. El frentista comprende que Claudia está en peligro, sale de la vivienda y lanza un último disparo, antes de caer abatido por los disparos de Pedro.
En tanto, Ana comienza a quebrarse definitivamente por la incertidumbre del paradero de Claudia, ante lo cual Nancy la convence de seguir adelante tras una charla en que le comenta convencida: "Si te echas a morir esta familia se va a las pailas". Desesperado por la imposibilidad de ayudar a su hija, Juan termina comentándole al joven Félix cuál es el verdadero problema con su hermana que desconocen su paradero, y se produce una tierna y emotiva escena entre ellos. Mientras Juan admite que ha sido incapaz de proteger a Claudia, Félix le dice convencido: "No es su culpa, usted es un buen papá, el mejor del mundo. En serio, no puede arreglar todas las cosas". 
Una vez de vuelta en la residencial donde tiene cautiva a la mayor de los Herrera, el agente de la CNI le muestra a Claudia la cédula de identidad de Gabriel y ella comprende que ha muerto. Pedro continúa su rutina mientras ella llora tirada en el suelo, aún amarrada a una silla. Mientras Claudia llora, su familia reza unida.
Pedro se apresta a entregar a Claudia a sus superiores, pero encuentra un papel que Juan le había dejado horas antes al estar preocupado por el: "Hermano, estoy un poco preocupado por usted. Comuníquese". Pedro reflexiona y recuerda a la familia Herrera, tras lo cual recrimina la actitud de Claudia, diciéndole "Cabra de mierda, ¿Por qué no pensaste en tu familia, gente buena, gente decente?".
Ya de noche, la familia Herrera se despierta ante un llamado a su puerta. Pedro aparece con Claudia y, en un sentido abrazo, Ana le pide perdón a su hija por el distanciamiento. Mientras Pedro abandona el hogar, Juan se acerca y le exige explicaciones. El agente de la CNI le indica que lleve a su hija fuera de Santiago por unos meses, ante lo cual Herrera insiste en que le revele su verdadera identidad. Pedro le responde que es "su hermano".
Posteriormente, Pedro en el cuartel de la CNI indica que no encontró a Claudia, ante lo cual se decidió archivar el caso, ya que su prioridad era encontrar a quienes perpetraron el atentado a Pinochet. En la última escena, Juan lleva a Claudia en su camioneta hacia el sur.

### Título
El título «Cuando solo nos queda rezar» hace referencia al momento en que toda la familia se junta para rezar y pedir por Claudia de la cual no saben nada de ella y ante los acontecimientos que se viven en el país, sienten que puede estar en peligro.

## Recepción

### Audiencia y recepción pública
El capítulo marcó una audiencia de 35 puntos de índice de audiencia promedio en línea y 34 en la medición definitiva durante la transmisión, con máximos de espectadores de 4 millones y 40 puntos en el momento de la muerte de Gabriel, además de varios momentos en 39 puntos, como cuando se logró reunir toda la familia. Con esto consiguió transformase en la tercera emisión de la serie con más audiencia en su historia de las cuatro temporadas hasta ahora emitidas, además de obtener el récord de ser el programa de transmisión regular más visto del año en Chile, solo superado por los eventos musicales y deportivos como lo son el Festival de Viña del Mar 2011 y los partidos de la Selección de fútbol de Chile durante la clasificatoria a la Copa Mundial de Fútbol de 2014, con esto se transforma en términos generales en la serie de televisión chilena más exitosa de los últimos tiempos en el país.
Durante la transmisión del episodio se vivió un impacto en las redes sociales que sobrepasó lo ocurrido en capítulos anteriores, llegando a generar temas tendencia (trendig topic) en Twitter a nivel mundial a cada momento que transcurría la serie, menciones como "#Los80", "Felix", "Juan Herrera", "CNI", "cagó Gabriel", "Daniel Muñoz", "Claudia", "Claudita", "Gabriel, "Pepe Carrasco", entre muchos otros lograron posicionarse como lo más comentado en Chile y el mundo.
Finalmente en el índice de audiencia definitivo el episodio cerró con una audiencia promedio de 34 puntos de índice de audiencia, quedándose como el tercero más visto de toda la temporada y serie en general solo superado por "Madres coraje" con 34.6 y "El viaje" con 34.3 puntos. La medición se hizo contabilizando el tiempo que estuvo al aire el resumen de la temporada que duró treinta minutos antes del episodio estreno por lo que la audiencia promedio del "capítulo original" fue mayor. En el mismo horario los otros canales alcanzaron cotas de audiencia muchísimo inferiores quedando en segundo lugar de la franja la teleserie La Doña de Chilevisión con 12.4 unidades y en tercer lugar Su nombre es Joaquin de TVN con solo 10 unidades de índice de audiencia. Sumado a esto el capítulo logró consolidar cifras en diferentes segmentos, dentro de estos llegó a obtener 20.9 puntos en hombres y mujeres del segmento ABC y 23.3 en mujeres ABC, dichos segmentos son los más importantes en cuanto a comercialización de los productos asociados al financiamientos de las tandas comerciales. Además el episodio llegó a marcar 25 mil visitantes en la transmisión en línea con un máximo de 22.500 concurrentes.
La relevancia además que adquirió el final en los medios de prensa fue tal que logró menciones en la totalidad de los medios chilenos destinados a la comunicación tanto escrita como en línea, ya sea diarios, revistas, sitios de internet, televisión y radios. Es así como también logró generar varias portadas de los diarios más comercializados en Chile, como son Las Últimas Noticias y La Cuarta.
El capítulo fue repetido el día 25 de diciembre de 2011 quedando en el segundo lugar diario con una audiencia índice de audiencia de 18.5 puntos.

### Crítica

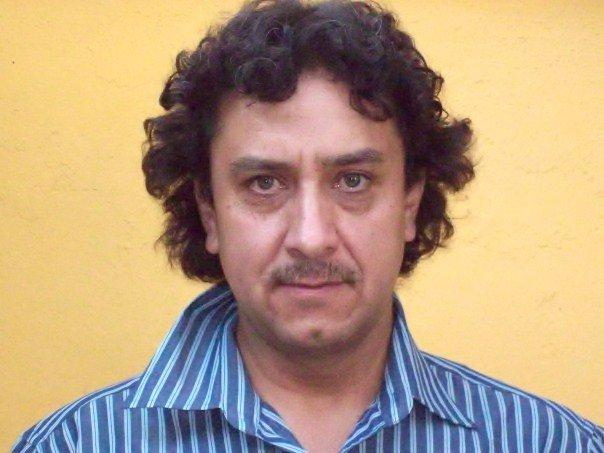
Otilio Castro actor revelación de la serie por su elogiada interpretación de Pedro Herrera.

El capítulo fue en generar alabado por la crítica al mostrar la realidad tal y como ocurrió en aquellos años de dictadura en Chile, consiguiendo que la familia chilena se reuniera como antaño alrededor del televisor y recordaran o traspasar sus viviencias a las nuevas generaciones ajenas de lo ocurrido en esa época. Además se deja claro el giro que tomó desde sus inicios en la cual era más bien una serie liviana y en la cual más se centraba en los detalles cotidianos de la vida y la moda, a ahora ser una serie casi como un documental del aspecto político y como este golpeó a la clase media del país, es así como Larry Moe de Las Últimas Noticias dice «El final fue más que la serie costumbrista que todos mirábamos atentos ante cualquier falla de continuidad y que terminó en una dosis de realidad impactante, esta si que es una serie tan real como tú».
Por otro lado el desenlace coincidió en ser lo esperado por el público con una Claudita reencontrándose con su familia y siendo perdonada por su madre que tanto rechazo y resentimiento había sentido durante toda la temporada, quedando como un final dramático y emotivo pero políticamente correcto.
Vasco Moulian de  La Segunda, estableció que "comenzar el último capítulo viendo cómo ocurrió la muerte de Pepe Carrasco, destacado periodista nacional, fue para muchos un golpe enorme y que esta fue la temporada más política de Los 80 y ahí es donde una parte de la ciudadanía sintió que es la temporada con más sesgo político del guion". Por otro lado Otilio Castro fue nombrado el actor revelación por su participación en la serie y su interpretación culmine en este capítulo, el actor que lleva 25 años de carrera en cine, teatro y televisión por primera vez logra ser reconocido en masividad, su personaje de Pedro Herrera lo llevó a recibir solo elogios.

Es una alegría enorme que después de tantos años los directores se hayan dado cuenta que soy un buen actor, que crean en el personaje que estoy haciendo. Eso es una satisfacción grande, es una alegría interpretar a personajes de verdad. Fue un personaje complejo, por eso estoy muy orgulloso.
Otilio Castro, Emol

### Controversia
El impacto social del personaje recreado por el actor Otilio Castro fue tal que llevó incluso a recibir amenazas de muerte vía telefónica por algunas personas que tomaron su rol ficticio como parte de la realidad, esto motivó a tomar medidas por parte de Castro, realizando una denuncia en Carabineros de Chile, Castro prefirió no referirse al tema en los medios de prensa, dejando el tema en reserva.